# Brdce, Hrastnik
Brdce este o localitate din comuna Hrastnik, Slovenia, cu o populație de 281 de locuitori.